# VfL Bochum BG
| VfL Bochum BG             | VfL Bochum BG                                  |
| ------------------------- | ---------------------------------------------- |
| Logo                      |                                                |
| Vereinsdaten              |                                                |
| Gegründet:                | 4. Juli 1957                                   |
| Spielbetrieb eingestellt: | 30. Juni 2012 Fusion zum VfL AstroStars Bochum |
| Vereinsfarben:            | Blau-weiß                                      |
| Mitglieder:               | ca. 360 (2012)                                 |
| Spielstätte:              | Sporthalle am Lohring                          |
| Website:                  | www.vflbochumbg.de                             |

Die VfL Bochum 1848 e.V. Basketballgemeinschaft (kurz: VfL Bochum BG) war ein 1957 entstandener Abteilungsverein des VfL Bochum. Seit 1988 war die VfL Bochum BG ein eigenständiger Verein und umfasste zuletzt etwa 360 Mitglieder. 2012 fusionierte die VfL Bochum BG mit der BG Südpark zum neuen VfL AstroStars Bochum, der mit der Saison 2012/2013 den Spielbetrieb der beiden Stammvereine übernommen hat. Mit 584 Mitgliedern (DBB: 01/2013) entstand so der zweitgrößte deutsche Basketballverein.

## Vereinsgeschichte

### 1957–1970
Gegründet wurde die Basketballgemeinschaft am 4. Juli 1957 und nahm ab dem darauf folgenden Jahr am Spielbetrieb in Deutschland teil. In kurzer Zeit stiegen die Basketballer bis in die Oberliga auf, der damals höchsten deutschen Spielklasse. 1960 entstand die erste Damen-Mannschaft.
Bei der Ausspielung der deutschen Jugendmeisterschaften 1965 unterlag die Jugendmannschaft des VfL den Basketballern aus Oldenburg erst im Finale.

### 1970er- und 1980er-Jahre
1971 stieg die Damen-Mannschaft in die Oberliga auf und schaffte Ende der 70er Jahre den Sprung in die Oberliga. 1981 zog die Herren-Mannschaft nach und schaffte ebenfalls den Aufstieg in die Regionalliga. 1987 stiegen die Damen weiterhin in die 2. Basketball-Bundesliga auf. Am 7. November 1988 wurde aus den Basketballern ein rechtlich eigenständiger Abteilungsverein des VfL Bochum 1848 e.V.

### 1990 bis heute
Nach dem Aufstieg in die 2. Liga stieg die Damen-Mannschaft 1993 auch in die höchste deutsche Spielklasse auf, der 1. Basketball-Bundesliga. Daraus resultierend wurde die VfL Bochum BG aufgeteilt in die eigenständigen Abteilungen Damen- und Herrenbasketball 1994. Die Damenabteilung hieß von nun an Blue-Basket. Nach zwei Jahren Erstligazugehörigkeit stiegen die Damen wieder in die 2. Bundesliga ab, die Herren-Mannschaft im gleichen Jahr jedoch in die 2. Bundesliga auf, die ebenfalls 1996 Westdeutscher Pokalsieger wurden.
Aufgrund wirtschaftlicher Probleme zog sich die Damen-Mannschaft nach zwei Jahren in der 2. Liga von Bundesligabetrieb zurück und meldete Anfang des neuen Jahrtausends Konkurs an. Die Damenmannschaft konnte wieder in die VfL Bochum BG eingegliedert werden und begann den Neuanfang in der Regionalliga, während die Herren in der Bezirksliga starteten.
In der Saison 2004/05 wurden die Damen-Mannschaft WBV-Pokalsieger und verpassten den Aufstieg in die 2. Bundesliga nur knapp, woraufhin das Team auseinanderfiel und mittlerweile in der Oberliga spielt. Die Herren-Mannschaft schaffte 2005 den Aufstieg in die Landesliga, gefolgt jedoch vom Wiederabstieg 2007. In der Saison 2007/08 wurde der Aufstieg in die Landesliga mit dem 2. Platz ursprünglich aus sportlicher Kraft nicht erreicht. Durch den überraschenden Rückzug der DJK Rheda aus der 2. Regionalliga am 30. Mai 2008 konnte jedoch die dritte Mannschaft des SVD 49 Dortmund, die zunächst wegen des Abstiegs ihrer zweiten Mannschaft aus der 2. Regionalliga aufstiegsgesperrt gewesen ist, als Landesliga-Meister in die Oberliga aufsteigen. Den dadurch frei gewordenen Platz in der Landesliga vergab der WBV am 2. Juni 2008 an den VfL Bochum, als bester Zweitplatzierter der Bezirksliga, der somit trotz verpasster Meisterschaft gut drei Monate nach dem letzten Spieltag aufsteigen durfte.
In der Spielzeit 2008/2009 schlossen die Herren als Landesliga-Aufsteiger überraschend erfolgreich auf dem 5. Tabellenplatz ab.
Stefan Studeny, der sich selbst nur als Übergangstrainer sah, gab daraufhin sein Amt als Cheftrainer ab.
Die Damen verpassten – obgleich es einen vakanten Platz in der Regionalliga gab – mit dem 2. Tabellenplatz in der Oberliga nur knapp den Aufstieg. Zwar wurde dem Basketballverband von Vereinsseite angetragen, den durch den Rückzug von ETB Essen wegfallenden Platz zu übernehmen, darauf reagierte der Verband jedoch nicht.
Zu Beginn der Spielzeit 2011/2012 gab der Verein bekannt, dass eine Fusion mit dem ebenfalls in Bochum ansässigen Basketballverein BG Südpark/Bochum AstroStars angestrebt wird. Nachdem beide Mitgliederversammlungen zugestimmt hatten, wurde am 1. Dezember 2011 ein neuer Verein unter dem Namen VfL AstroStars Bochum gegründet, der seit der Saison 2012/2013 den Spielbetrieb aufgenommen und die Lizenzen der beiden Altvereine übernommen hat.

## Erfolge

### Damen
- 1987 Aufstieg in die 2. Bundesliga
- 1993 Aufstieg in die 1. Bundesliga
- 2005 WBV-Pokalsieger

### Herren
- 1996 Aufstieg in die 2. Bundesliga
- 1996 Westdeutscher Pokalsieger

## Spielstätten
Die Heimspiele der 1. Herren-Mannschaft, der 1. und 2. Damen-Mannschaft sowie der Jugendmannschaften wurden in der Sporthalle am Lohring ausgetragen. Die 1215 m² große Halle verfügt über eine Tribüne mit 450 Sitzplätzen und ist durch zusätzliche Plätze am Spielfeldrand für maximal 800 Zuschauer zugelassen. Zu erfolgreicheren Zeiten (Teilnahme am Spielbetrieb der 1. Bundesliga) wich die 1. Damen-Mannschaft aufgrund des höheren Besucheraufkommens auf die 1.000 Zuschauer fassende Rundsporthalle aus.
Die Spiele der Mannschaften in der Kreisliga wurden in der Sporthalle am Ostring ausgetragen.

## Vereinsjugend
Das sportliche Angebot umfasste Mannschaften im Leistungs- und Breitensportbereich für Jungen und Mädchen aller Altersklassen. Trotz der niedrigen Spielklassenzugehörigkeit der Seniorenmannschaften war der Verein nach wie vor für seine hervorragende Jugendarbeit bekannt, wovon auch die umliegenden Vereine profitieren, da der Verein in der Vergangenheit stets Spieler und Spielerinnen hervorgebracht hat, die den Sprung in höhere Spielklassen geschafft haben.

## Organisation
Die Basketballabteilung des VfL Bochum 1848 e.V. war ein rechtlich eigenständiger Abteilungsverein. Alle sportlichen und organisatorischen Belange der Basketballer wurden selbstständig, unabhängig vom Präsidium des Gesamtvereins, durch den Vorstand der Abteilung geregelt. Lediglich Satzungsänderung erforderten die Zustimmung des Präsidiums vom VfL Bochum. Der Vorsitzende der Basketballabteilung gehört durch sein Amt dem Präsidium an. Mitglieder der Basketballabteilung sind automatisch auch Mitglieder des VfL Bochum 1848 e.V. Gesamtvereins.
Der Verein untergliedert seine Organisationsstruktur in den Jugend- und Seniorenbereich, wobei die Jugendabteilung über ein eigenes Budget verfügt.

## Fans
Nach wieder steigendem Zuschauerinteresse wurde am 1. März 2008 der erste offizielle Fanclub der VfL Bochum Basketballer mit dem Namen „deFANs Bochum“ gegründet.